# Devil's Head Lookout
Le Devil's Head Lookout est une tour de guet du comté de Douglas, dans le Colorado, aux États-Unis. Situé à 2 971 mètres d'altitude dans la Rampart Range, il est protégé au sein de la forêt nationale de Pike. Il est inscrit au Registre national des lieux historiques depuis le 13 juin 2003.